# Muhammad III ibn Abd al-Rahman
Muhammad ibn Abd al-Rahman ibn Abd Allah (in arabo محمد بن عبدالرحمن بن عبد الله‎?; Cordova, 976 – Uclés, 1025) fu l'ottavo califfo omayyade del Califfato di Cordova dal 1024 al 1025.

## Origine
Figlio di Abd al-Rahman e di una concubina, di nome Hawra, come riporta la Histoire des Almohades / d'Abd el- Wâh'id Merrâkechi.

Abd al-Rahman era figlio di Ubaud Allah, a sua volta figlio dell'emiro omayyade ʿAbd al-Raḥmān III ibn Muḥammad, primo califfo omayyade del Califfato di Cordova, come confermano sia la Real Academia de la Historia, che La web de las biografias.

## Biografia
Membro della famiglia degli Omayyadi, Muhammad era cugino dei califfi Muḥammad II (al-Mahdī) ibn Hishām e ʿAbd al-Raḥmān V ibn Hishām.

Il padre, Abd al-Rahman, come riporta la History Of The Mohammedan Dynasties In Spain Vol II, nel 980 circa, era stato giustiziato, per ordine di Almanzor, dopo aver tentato di deporre il califfo Hisham II.
Muhammad fu eletto califfo il 17 de gennaio del 1024 dai ribelli di una delle numerose rivolte contro il califfato che avevano portato alla destituzione del suo predecessore, Abd al-Rahman V ibn Hisham. Diventato il califfo Muhammad III adottò il titolo di al-Mustakfi bi-llah (Colui che è in pace con Dio) ed immediatamente ordinò di mettere a morte il suo predecessore e cugino Abd al-Rahman V.
Il suo pessimo governo, caratterizzato da decisioni arbitrarie e crudeli, gli fecero perdere l'appoggio popolare. Così, nel 1025, quando fu raggiunto dalla notizia che Yaḥyā ibn ʿAlī al-Muhtal, che lo aveva preceduto sul trono del califfato, stava organizzando un esercito per marciare su Cordova, vi fu una rivolta che portò all'assassinio del suo Visir, che fu sgozzato, mentre Muhammad III fu imprigionato per tre giorni senza cibo e senza acqua.

Muhammad III riuscì a fuggire dalla capitale vestito da donna per rifugiarsi nella valle dell'Ebro, la zona di frontiera con capitale  Saragozza; lasciò Cordova nel mese di maggio, però prima di poter arrivare a destinazione, fu assassinato (probabilmente avvelenato) a Uclés (Cuenca); mentre la Histoire des Almohades / d'Abd el- Wâh'id Merrâkechi riporta che giunse in un villaggio nei pressi di Medinaceli, dove un suo ufficiale lo avvelenò e lo tumulò.

## Curiosità
Una delle figlie di Muhammad III, Wallada (spagnolo: Dalía) (prima metà dell'XI secolo) è nota come poetessa, come riporta la History Of The Mohammedan Dynasties In Spain Vol II.

 Abbandonato il velo islamico tenne un salotto letterario dove ella intratteneva scrittori ed artisti vari; era ritenuta una donna di intelligenza e di eloquenza non comuni; inoltre era ammirata per la sua bellezza e la sua indipendenza che ispirarono alcuni poeti. La sua indipendenza l'aveva portata a rifiutare il matrimonio e ad avere degli amanti sia uomini che donne, tra cui il poeta Ibn Zaydun (994-1064).

Dei suoi scritti non ci restano che poche righe.

### Fonti primarie
- (FR)  Histoire des Almohades / d'Abd el- Wâh'id Merrâkechi
- (EN)  The History Of The Mohammedan Dynasties In Spain Vol II
- (EN)  Muslim Spain and Portugal: A Political History of al-Andalus

### Letteratura storiografica
- Rafael Altamira, "Il califfato occidentale", in: «Storia del mondo medievale», Cambridge History of Middle Age, vol. II, 1999, pp. 477–515.